# Stibadium olvello
Stibadium olvello là một loài bướm đêm trong họ Noctuidae.